# Євангеліє цариці Млке
Євангеліє цариці Млке (вірм. Մլքե թագուհու ավետարան) — іллюмінований вірменський рукопис Євангелія 862 . Найдавніший точно датований вірменський рукопис.

## Історія
Згідно із пам'ятним записом у колофоні, рукопис був укладений «у 311 році Вірменської ери, починаючи з понеділка, 28 числа місяця Арац, до четверга, 6 числа місяця Арег», тобто протягом 39 днів. Через кілька десятиліть рукопис було подаровано цариці Млке, другій дружини правителя Васпураканського царства Гагіка Арцруни (908—943), внаслідок чого і отримала свою нинішню назву. Деякі джерела стверджують, що рукопис був складений вже в Васпуракане та замовником був невідомий представник роду Арцруни, але ці твердження залишаються недостатньо підкриплені. У 922 році цариця Млке подарувала Євангеліє монастиреві Варагаванк. Звідси, починаючи з 1208 року, рукопис неодноразово викрадали, але потім знову повернули до монастиря.
У 1830 році була подарована Мхитарскій конгрегації Венеції мешканцем Ахалцихе Григором Нерсисянцом, і до теперішнього часу зберігається в бібліотеці стародавніх рукописів Сан-Ладзаро.

## Опис

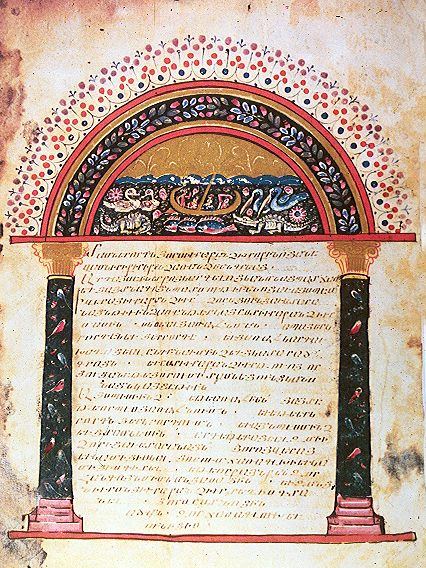
Мініатюра з єгипетським човном, крокодилами і лотосами на арці одного з канонів Євсевія.

Містить 464 пергаментних аркушів, написана шрифтом еркатагир.
З ілюстрацій збереглися шість канонів Євсевія (три — листи Карпіану, три — таблиці канонів), чотири портрети Євангелістів і зображення Вознесіння Христа. Тимпани канонів відрізняються монументальними архітектурними структурами. Портрети апостолів, два з яких стоять (Матвій і Лука) і два сидять (Іван і Марк), вказують на доіконоборчі витоки художніх традицій. В орнаментах мініатюр переплетені елліністичні і давньосхідні стилі. Присутні в тимпанах двох канонів «нільські пейзажі» нагадують зразки олександрійської школи візантійської мініатюри, інші художні деталі сходять до пізньоантичних мотивів. Вплив візантійського мистецтва помітний і в зображенні Вознесіння Господнє, у якому ангели обабіч Христа носять візантійську царську одежу (чорна хламида поверх білосніжної сорочки, червоні туфлі), а також у портретах Матвія та Марка. Вплив візантійської мініатюри, однак, є досить обмеженим і не змінив місцеву основу стилю. Деякі композиційні риси дуже нагадують відоме грецьке Євангеліє з монастиря Ставронікіти (рукопис № 43), але в цілому мініатюрам рукопису більш притаманний «східний» характер образів. Т. Ізмайлова бачить в ілюстраціях «Євангелії цариці Млке» вірменську паралель до мистецтва Каролінзького відродження, в якому переплелися античні та візантійські традиції. Мініатюра «Воскресіння» залишає тим часом багато питань: які стоять поруч з Христом ангели-списники, Петро і Павло у поклоні, відсутність ангелів навколо Богородиці і інші дивні деталі дозволяють віднести цю мініатюру до невідомої поки іконографічної традиції.

## Значення та вивчення
З художньої точки зору «Євангеліє цариці Млке» являє собою один з найбільш важливих взірців вірменської книжкової культури ранньої епохи. Рукопис широко відомий в академічних колах, його вивченням займалися, крім інших, Ї. Стржиговский, Ф. Маклер, К. Вайцман, С. Тер-Нерсесян, Т. Ізмайлова.
Текст рукопису, разом з кольоровими копіями мініатюр, був опублікований у 1966 році.
Видання: Janashian M. Armenian Miniature Paintings of the Monastic Library at San‐Lazzaro, Part 1. — Венеция, 1966.
- Коментарі

1. ↑  Низка джерел вказує 851 рік як час створення. Див. напр.

  - Библия. III. Иллюстрации // Православная энциклопедия. — М. : Церковно-научный центр «Православная энциклопедия», 2002. — Т. V. — С. 110—120. — 752 с. — 39 000 экз. — ISBN 5-89572-010-2.

  - История Армянского народа / под ред. Б. Аракеляна. — Ер., 1976. — Т. III. — С. 409—410.

  - Т. Измайлова К вопросу об армянском Ренессансе // Византийский временник. — 1973. — С. 226—231.

  - Лазарев В. История византийской живописи. — М., 1986. — С. 83.